# Targa (automobil)

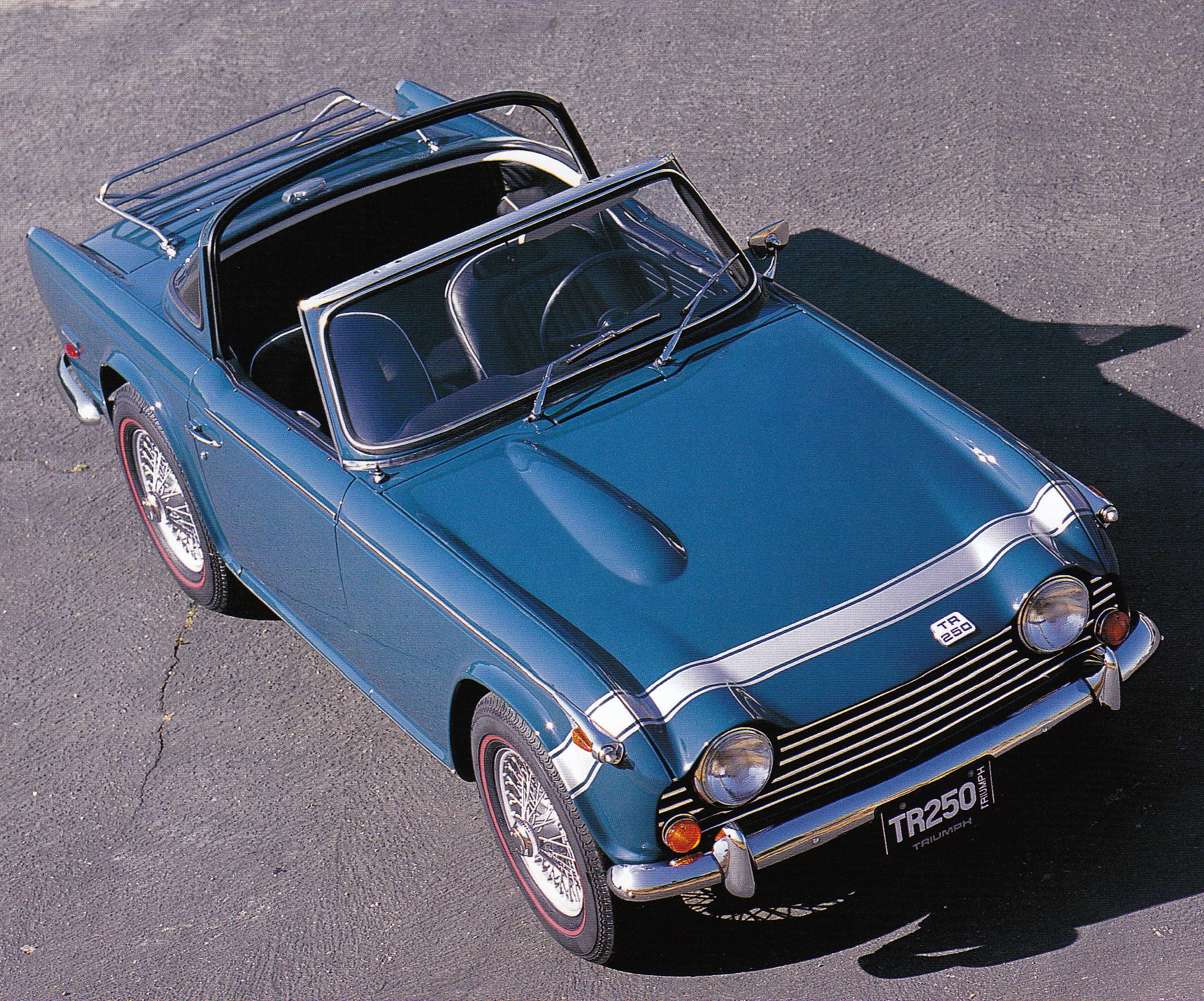
Triumph TR4 „Surrey Top“

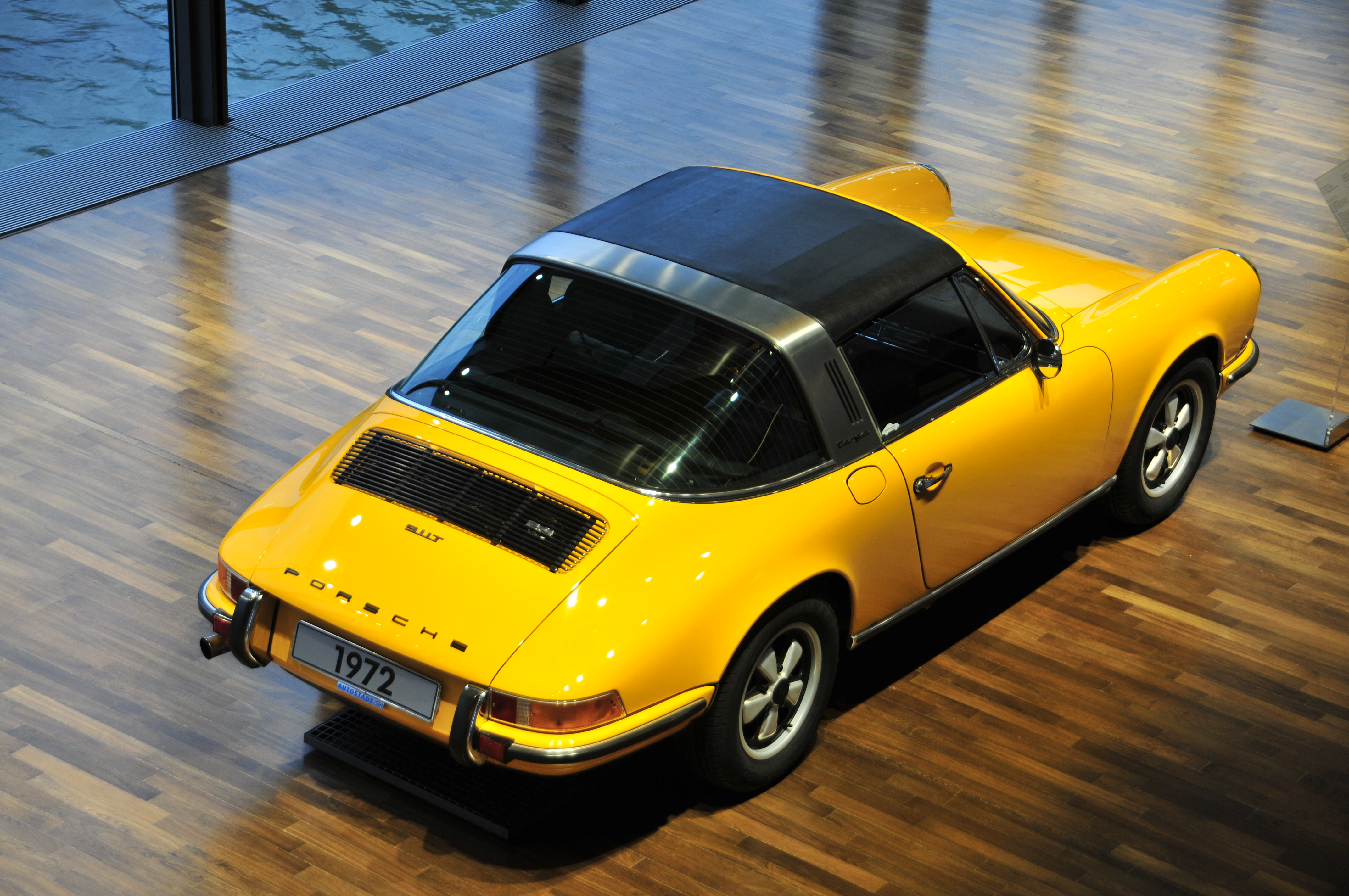
Porsche 911 Targa se střechou

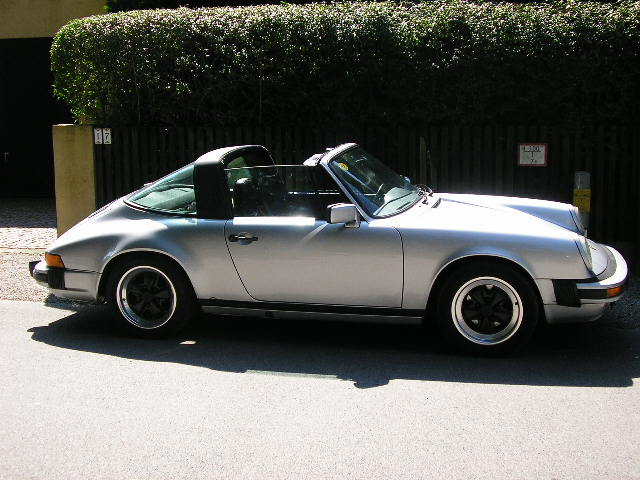
… bez střechy

Targa je typ karoserie s odnímatelným střešním dílem. Někdy je též vybavena podélným držákem – odnímatelná pevná střecha se skládá ze dvou částí. 
Název Targa je ochranná známka registrovaná společností Porsche. Výraz se také používá jako obecný název pro automobily jiných výrobců tohoto typu. Slovo „targa“ bylo poprvé použito v roce 1965 u modelu Porsche 911 Targa, ačkoliv první sériově vyráběný automobil s tímto systémem byl vyráběn už o pět roků dříve, šlo o Triumph TR4 z roku 1961, kde byl tento systém nazván „surrey top“. Automobily se střechou Targa dosáhly vrcholu v 80. a 90. letech 20. století.
Zjednodušeně lze říci, že z vozu typu kupé lze vytvořit sklopením nebo odejmutím střechy kabriolet.